# Lešek
Lešek je mužské slovanské jméno polského původu. Populární je proto zejména v Polsku, v ČR hlavně na Těšínsku. Vykládá se jako lstivý. Používá se také jako příjmení ve tvaru Leška. Jméno nosilo hned několik polských knížat, z dynastií Popielů a Piastovců. Občas se zaměňuje se jménem Aleš (domácí podoba jména Aleš může být Lešek). Je velmi podobné jménům Měšek, Pešek a Ješek.

## V historii
Jak již bylo zmíněno, jména byla populární u knížat z Polska. Nosila jej dvě knížata popielovská, dvě knížata piastovská, jeden kníže Ratibořský a jeden kníže Mazovský.

## Příjmení
Jako příjmení v podobě Leška jej nosilo hned několik osobností, např. Oldřich Leška nebo Petr Leška, oba pocházející z České republiky. V podobě Leško příjmení nosil Marián Leško, pocházející ze Slovenska.

## Známí nositelé jména
- Lešek I. Bílý - polský kníže-senior, s Uhry bojoval o ovládnutí Haliče.
- Lešek II. Černý - poslý kníže, bojoval s Mongoly o Malopolsko.
- Lešek I. - legendární vládce Polska, jedna z postav kroniky Wincenta Kadlubka. Nebyl však z dynastie Popielů.
- Lešek II. - prapředek dynastie Popielů, titul panovníka Polska podle legendy získal díky závodu na koních.
- Lešek III. - panovník z dynastie Popielů, údajně sváděl bitvy s Juliem Caesarem.
- Lešek Wronka - česko-polský hudební producent, skladatel, textař, režisér a scenárista. Pocházel z Českého Těšína.